# مركز عموم روسيا لدراسة الرأي العام
مركز عموم روسيا لدراسة الرأي العام (بالروسية: Всероссийский центр изучения общественного мнения) يعرف اختصارًا: (بالروسية: ВЦИОМ) هي أقدم مؤسسة بحثية روسية.
يقوم المركز بانتظام بإجراء أبحاث اجتماعية وتسويقية بناءً على استطلاعات الرأي العام. ويعد واحدًا من أكبر الشركات الروسية في هذا السوق.
100% من أسهم الشركة مملوكة للدولة.